# Полювання на лиса (Цілком таємно)
Полювання на лиса (Kitsunegari) — 8-й епізод п'ятого сезону серіалу «Цілком таємно». Епізод належить до «монстрів тижня» і не відноситься до «міфології серіалу». Прем'єра в мережі «Фокс» відбулася 4 січня 1998 року.
Серія за шкалою Нільсена отримала рейтинг домогосподарств рівний 11.6, який означає, що в день виходу її подивилися 19,75 мільйона чоловік.
У цьому епізоді Малдер і Скаллі шукають сумнозвісного вбивцю Роберта «Штовхача» Моделла — людину, здатну нав'язати свою волю до інших — після втечі з в'язниці. Агенти незабаром виявляють, що він не єдина їхня турбота; у нього є сестра, і вона також здатна до контролю розуму, як і він.
«Кіцунегарі» є продовженням епізоду третього сезону епізоду «Штовхач». Назва епізоду ніби означає «Полювання на лиса» японською мовою.

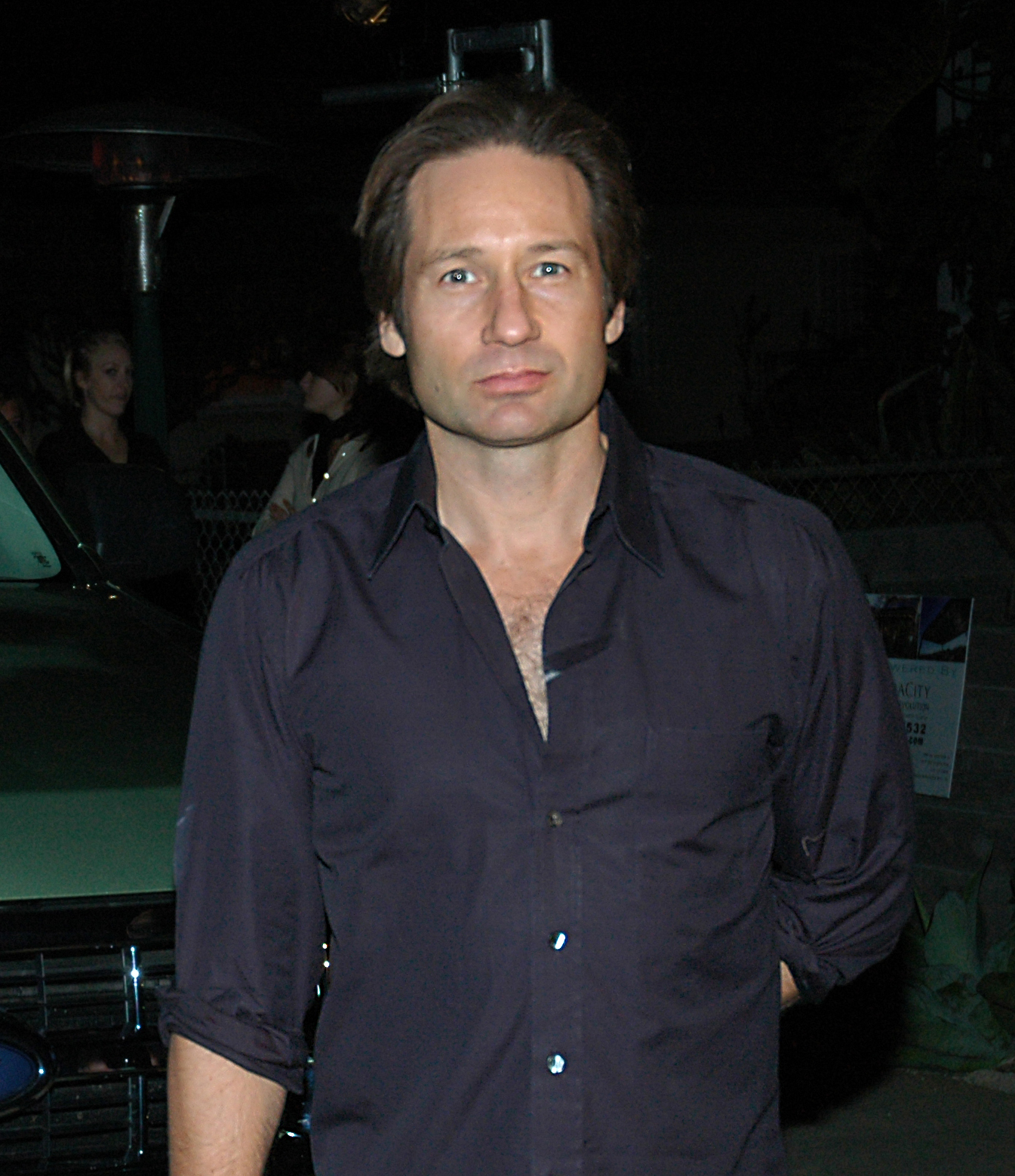

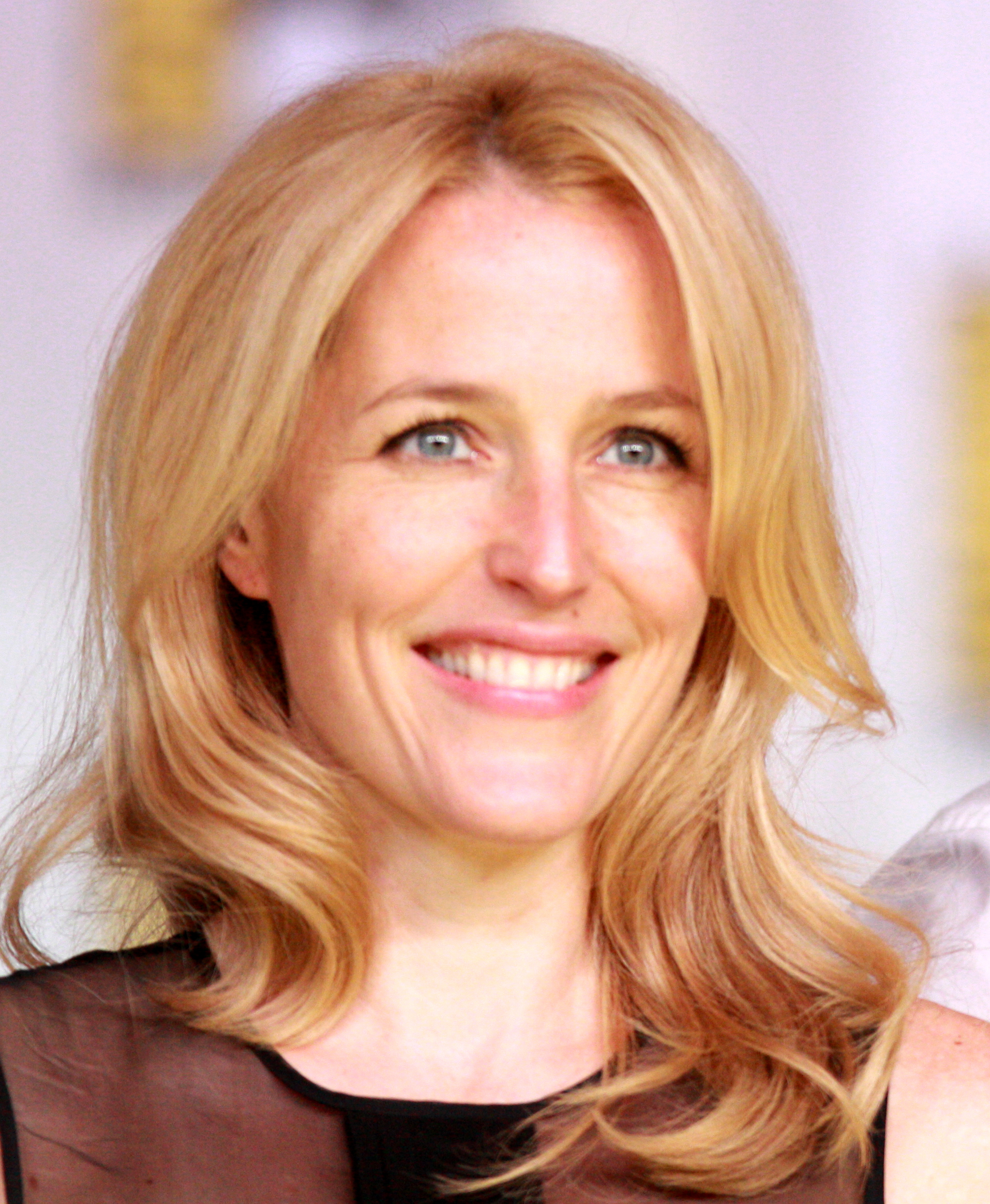

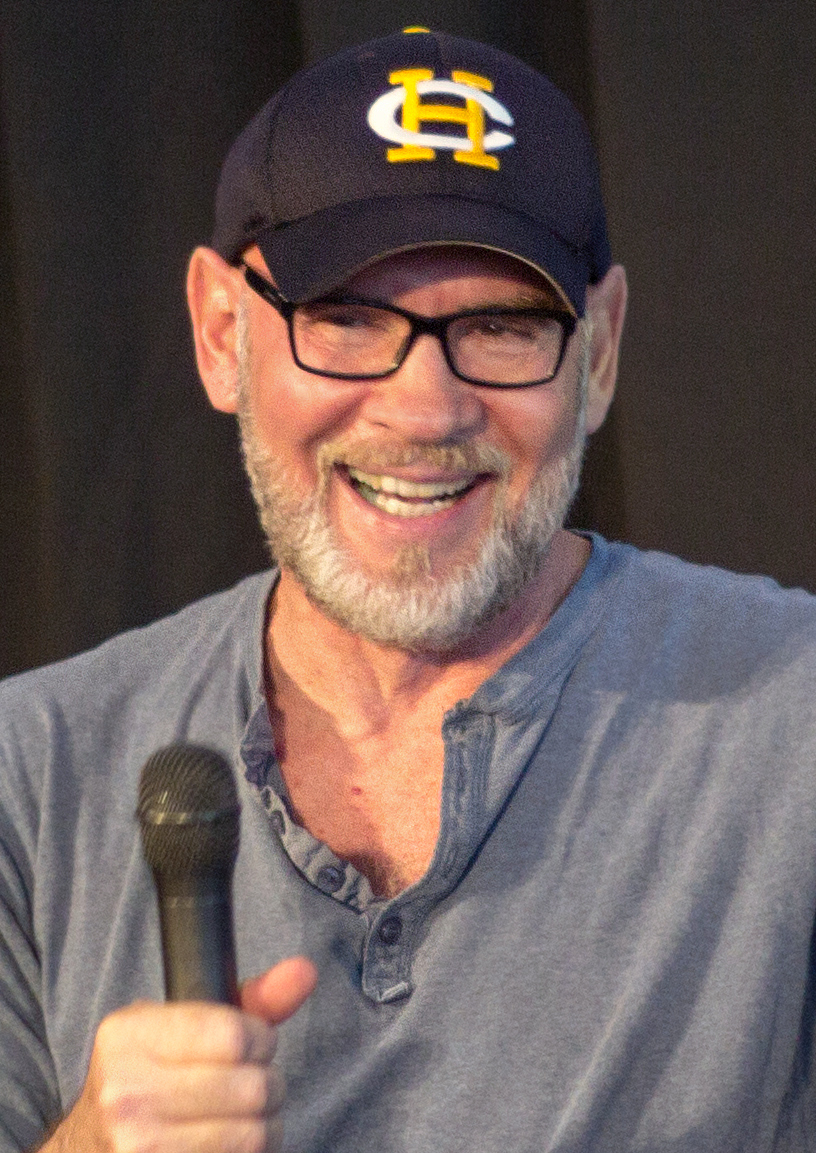

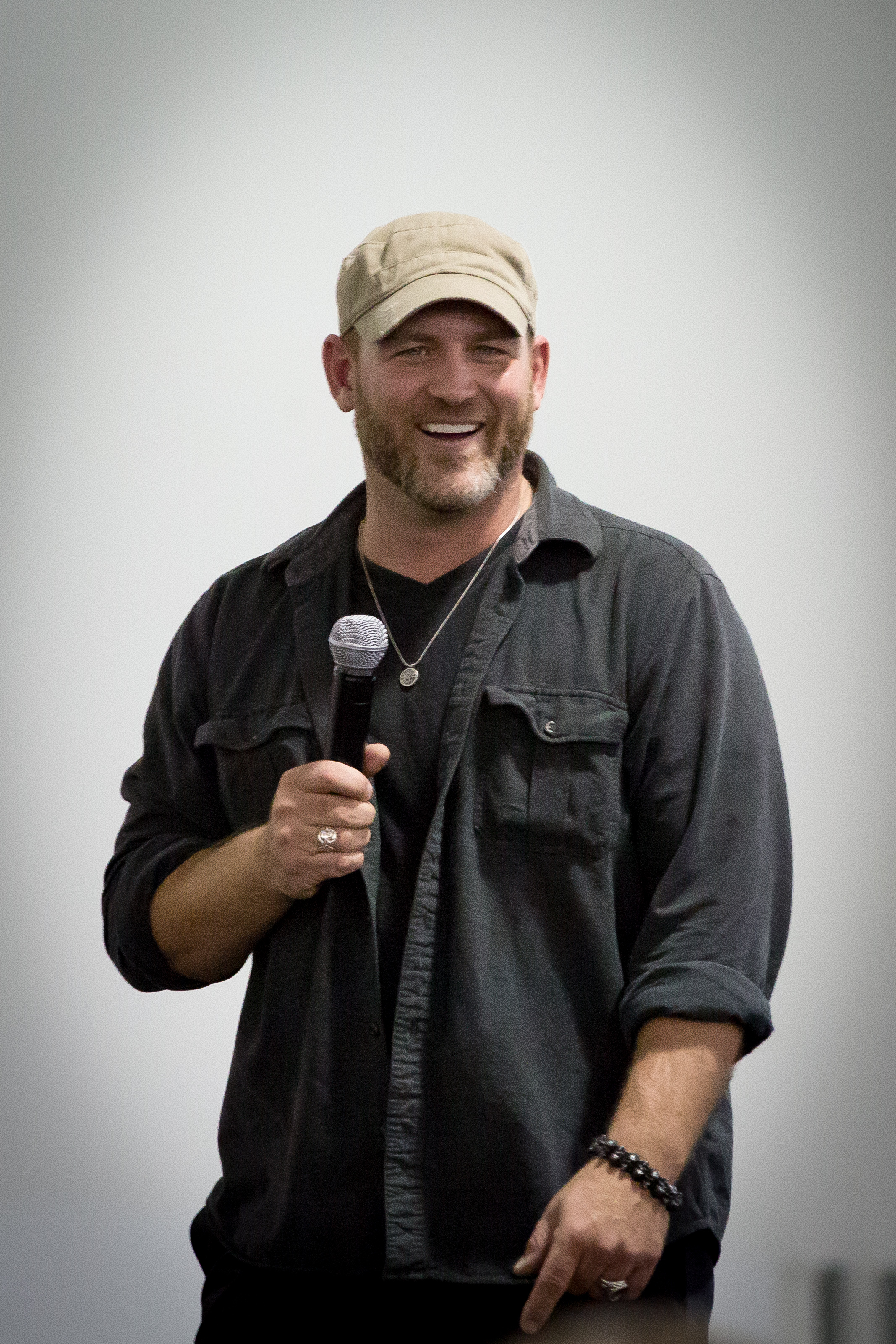

## Зміст
Істина поза межами досяжного
В тюремному госпіталі Лортона (штат Вірджинія) якийсь ув'язнений — без проявів розуміння, що робить — здійснює під наглядом фізично-лікувальні процедури. Після цього його пристебнутим до крісла-каталки відвозять в камеру. Під час нічного чергування наглядач помічає червоне світло над дверима камери Роберта Моделла. Діставши газовий розбризкувач, наглядач заходить до камери. Моделл лежить із прив'язаними руками й щось шепоче. Наглядач нахиляється — щоб почути. Після того наглядач в несвідомості відпускає Моделла.
У в'язниці проводиться зустріч, якою керує Скіннер, на ній зібрані всі, хто братиме участь у пошуках ув'язненого Моделла. Втікач має здатність змушувати оточуючих виконувати свою волю і здійснив щонайменше 17 вбивств. Моделл-«Штовхач» вважає себе японським воїном. Дейна умовляє Фокса відмовитися від справи — позаяк Малдер був раніше мішенню Моделла. В Оккоуквані Моделл переконує продавця магазину, який саме дивився телевізійне повідомлення про втечу Моделла, що його бейсбольна бита — то гримуча змія. Після зустрічі Скаллі і Малдер знайомляться з психіатром, яка розповідає, що за день до втечі Моделла відвідувала сестра милосердя з благодійної організації. Моделл з магазину дзвонить Малдеру і затягує розмову настільки, що його встигають відстежити. Агенти мчать в магазин. Поруч з будівлею Малдер зауважує чоловіка в тюремному одязі. Затриманий виявляється продавцем магазину, який повторює ту ж фразу: «він мусив піти». Моделл в якомусь будинку дивиться на фотографію жінки і банку розлитої фарби. Тіло прокурора, який допоміг винести вирок Моделлу, знайдено в апартаментах, що йому належать. Все тіло вкрите небесно-блакитною фарбою, а навколо нього сотні разів намальований японський ієрогліф.
Агентка, що приїхала на місце злочину, родом з Японії, пояснює, що ієрогліф називається «kitsunegari» і перекладається як «полювання на лиса» — «fox hunt» (Лис Малдер). Малдер зауважує на пальці жертви кільце. Він зв'язується із агентством з торгівлі нерухомістю, де працює дружина вбитого, Лінда Боуман, і дізнається адресу, за якою в цю мить Лінда повинна зустрітися з «Фоксом Малдером». На місце зустрічі у Фоллс-Чорч терміново вирушають два офіцери, але Моделл обманює їх, і один з офіцерів «затримує» свого напарника. Причина, по якій Моделл проявляє інтерес до Лінди, залишається загадкою. Малдер, Скаллі і Скіннер зустрічаються з Ліндою. Жінка вражена повідомленням про смерть чоловіка. Агенти беруть її під охорону і перевозять в безпечний будинок. Малдер припускає, що Моделл не втече далеко від того місця, де виявлено тіло прокурора. Інтуїція його не підводить: він знаходить Моделла в розташованому неподалік офісі будівельної компанії. Малдер вихоплює зброю і наказує Моделлу залишатися на місці. Але Моделл підпорядковує собі волю Малдера і ховається. Він мусив піти.
Малдер говорить Скаллі, що повідомлення Моделла означало «не грайся з правилами». Коли Малдер починає висловлювати сумніви в мотивах дій Моделла — і в тому, що саме Моделл вбив Натана Боумана — у Скаллі виникає підозра, що її партнер знаходиться під впливом волі убивці. Пізніше Малдер знову розмовляє з Ліндою Боуман, сподіваючись знайти причину, по якій Моделл проявляє до Лінди такий інтерес. Він висловлює легке здивування, коли Лінда зізнається, що була одружена з Натаном лише трохи більше двох місяців. Під час розмови Малдер відзначає в промові Лінди такі вирази, як «ця справа стане величною» і «небесно-блакитний». Малдер приходить до висновку, що саме Лінда, а не Моделл, вбила свого чоловіка. Переконаний, що Малдер перебуває під впливом Моделла, Скіннер наказує Фоксу здати зброю і вирушати додому. Малдер підозрює, що сестра милосердя, яка відвідувала Моделла у в'язниці, насправді була Ліндою. Він повертається до в'язниці, сподіваючись, що психіатр підтвердить його теорію. Але перш ніж жінка пізнає Лінду, лунає телефонний дзвінок, і той, що дзвонив, «змушує» психіатра вчинити самогубство, встромивши руку в джерело струму.
Малдер дзвонить Скаллі і каже їй, що до тюремного психіатра дзвонив не Моделл, а Лінда. Моделл тим часом опановує розумом поліцейського офіцера, і той везе його в будинок, де під постійною охороною знаходиться Лінда. Моделл знаходить Лінду, і ніжно торкається долонею її тіла.
Фокс повідомляє про деталі смерті лікарки-психіатра. Скіннер зауважує Моделла і вихоплює зброю. Моделл обманює Скіннера, змушуючи того повірити, що він тримає пістолет. Але Скіннер стріляє швидше. Важко пораненого Моделла відвозять до лікарні. За словами Малдера, Моделл змусив оточуючих повірити, що у нього пістолет, тому що хотів захистити Лінду. Але ця теорія не пояснює мотив вчинку. Малдер приїжджає до лікарні в надії поговорити з Моделлом, коли той прийде до тями. Але Лінда, силою свого розуму вплинувши на Малдера, прослизає повз нього під виглядом медсестри. Коли Моделл приходить до тями, Лінда змушує його серце зупинитися. У палаті Малдер знаходить картку, яку зронила Лінда. На зворотному боці записана адреса комерційної будівлі. Малдер приїжджає в зазначений будинок, де його вже чекає Скаллі. Вона запевняє Фокса, що Лінда ховається в будівлі і силою свого розуму підпорядковує собі Скаллі. Скаллі підіймає руку, в якій тримає зброю, і приставляє дуло до скроні — лунає постріл.
Мертве тіло Скаллі падає на підлогу. Тут же в кімнаті з'являється Лінда, тримаючи напоготові пістолет. Малдер вихоплює пістолет з руки Скаллі і направляє його на Лінду. Але Лінда починає переконувати Малдера, що вона і є Скаллі… а справжня Лінда чатує прямісінько за ним. «Лінда» раптово цілиться трохи лівіше Малдера і стріляє. Малдер обертається і бачить поруч із собою тіло дружини прокурора. Лінду відвозять до лікарні. Пізніше Скаллі і Малдер дізнаються, що це були брат і сестра близнюки.
Не грай не в свої ігри

## Створення
Епізод написали Тім Мінерар та Вінс Гілліган, режисером був Даніель Сакгейм. Первісна ідея щодо Міннера для цього епізоду стосувалася засудженого злочинця, який був атеїстом. Перебуваючи в тюрмі, він почув би «голос Божий», який наказував йому вбити справді злого чоловіка. Тоді ув'язнений врятувався б, тільки Малдер вірив би, що вбивця працює на благо. Мінерар зазначив, що «я розпрацював це, і збирався це зробити, врешті-решт, поки ми не опинилися в становищі, коли нам потрібен сценарій й дуже швидко». Виконавчий продюсер Френк Спотніц запропонував «засудженого атеїста» замінити Робертом Моделлом з третього епізоду сезону «Штовхач». Таким чином Мінерар відклав оповідання «Слово Боже» (робоча назва) і у співпраці з Гілліганом написано остаточний сценарій.
Роберт Вісден, який зіграв Моделла в оригінальному епізоді, був повторно прийнятий на знімання для цього епізоду, а Діана Скарвід обрана для знімання як сестра Моделла. Сцени, що відбуваються в кафетерії виконання покарань у Лортоні, насправді знімалися на колишньому сховищі лікарні. Щоб здійснити зйомки, конструкцію довелося очистити від багаторічного детриту та сміття; це вимагало ліквідації декількох великих насосних відстійників, які були «забиті по вінця». Тіло Натана Боумана, чоловіка Лінди, було створено шляхом вимивання зсерединио манекена правильним відтінком фарби. Назва епізоду «Кіцунегарі» (狐 狩 り) — японський термін, що означає «полювання на лисицю». Для зняття серії найняли двох японських перекладачів, щоб здійснити належний японський переклад цієї фрази та пов'язаний з нею ієрогліф канджі, через те, що «полювання на лисицю» не є існуючим терміном у японській мові.

## Сприйняття
Прем'єра «Кіцунегарі» відбулася в мережі «Фокс» у США 4 січня 1998 року. Цей епізод отримав рейтинг Нільсена — 11,6, з часткою 17, що означає: його переглянули 19,75 мільйонів глядачів.
Епізод отримав неоднозначні відгуки від телевізійних критиків. Роберт Шірман та Ларс Пірсон у своїй книзі «Хочемо вірити: Критичний посібник з Цілком таємно, Мілленіуму та Одиноких стрільців» оцінили цей епізод в 3.5 зірки з п'яти. Вони зазначили, що, хоча «епізоду бракує дотепності Вінса Гіллігана», він продовжує сюжетні нитки, розпочаті в «Штовхачі», до їх «логічних висновків». Шірман та Пірсон виріщили, що дія епізоду, особливо це стосується Роберта Вісдена та Діани Скарвід, «допомагає підняти» Кіцунегарі «вище середнього». Зак Гендлен з The A.V. Club дав епізоду змішаний огляд і оцінив його на С +. Він написав, що, попри свою любов до «Штовхача», «Кіцунегарі» не такий добрий, як попередня частина. Генлен наводив як аргументи зміну особистості Моделла, його відсутність бажання вбити, а Спіллі зображав як «безглузду лайливицю, яка бачить правду лише тоді, коли вимагається для зручності розповіді», як причини, чому епізод був слабким. Генлен зробив висновок, що «Кіцунегарі» був «не дуже вдалий цілком».
Пола Вітаріс з Cinefantastique дала епізоду змішаний огляд і присудила йому дві зірки з чотирьох. Вона назвала сценарій «ручним записом» порівняно з його оригіналом, хоча й розуміла бажання знімальної групи написати продовження. Також вона розкритикувала той факт, що Моделл ніколи нікого не вбив і назвала основний сюжет епізоду «сирної консистенції». Однак Вітаріс зробила комплімент декільком моментам епізоду, як то: «Натан Боуман, покритий синьою синьою фарбою» — яку вона назвала «вражаючою», і сцена, в якій «Лінда зупиняє серце страждаючого Моделла», називаючи останню «чуйно виконаною.»

## Знімалися
| Актор             | Роль                 |
| ----------------- | -------------------- |
| Девід Духовни     | Фокс Малдер          |
| Джилліан Андерсон | Дейна Скаллі         |
| Мітч Піледжі      | Волтер Скіннер       |
| Майкл Добсон      | маршал               |
| Джилл Кроп        | репортер             |
| Тай Олссон        | молодий упорядник    |
| Даяна Скарвід     | Роберт Патрік Моделл |